# Ramón Aguirresarobe
Ramón Aguirresarobe nacido en Lasarte (Guipúzcoa, España). Fue un ciclista español profesional entre los años 1926 y 1931.
Aunque no logró ninguna victoria profesional, hay que destacar su tercer puesto en el Campeonato de España de Ciclocrós de 1931.

## Palmarés
1931
- 3.º en el Campeonato de España de Ciclocrós

## Equipos
- Biyak Bat (1926-1931)